# Institut d'anthropologie et d'ethnologie Mikloukho-Maklaï
L'Institut d'anthropologie et d'ethnologie (IAE) (en anglais : N.N. Miklukho-Maklai Institute of Ethnology and Anthropology (IEA) ; en russe : Институт этнологии и антропологии им. Н.Н. Миклухо-Маклая (ИЭА)), est un institut russe spécialisé dans les études ethnologiques d'anthropologie culturelle et physique. 
L'institut est un institut constitutif de la branche d'histoire de l'Académie russe des sciences et a son bâtiment principal sur Perspective Lénine à Moscou.
Il porte le nom de l'ethnologue et anthropologue du XIXe siècle Nikolaï Mikloukho-Maklaï.

## Mission
L'IAE réunit des ethnographes, ethnologues et anthropologues physiques de toute l'Union soviétique pour étudier le développement physique-constitutionnel et socio-historique de la population. Les dirigeants politiques avaient confié aux anthropologues la tâche de montrer que la « race » du point de vue marxiste-léniniste n'était pas un facteur significatif dans le « processus historique ». C'était une réponse au développement d'une soi-disant « science de la race » (Rassenkunde) présentée par le Troisième Reich comme la base scientifique de la théorie et de la pratique politique raciste du régime nazi.

## Histoire
L'institut est fondé en Union soviétique par la fusion du Musée d'anthropologie et d'ethnographie (MAE) et de l'Institut d'étude des groupes ethniques de l'URSS (IPIN) à l'automne 1933.
Son premier directeur est Nikolaï Matorine. Le 23 décembre 1933, il est démis de ses fonctions par le Présidium de l'Académie des sciences de l'URSS et remplacé par Ivan Mechtchaninov, le 1er janvier 1934.
Le 25 janvier 1935, l'IAE est transformé en Institut d'anthropologie, d'archéologie et d'ethnographie. Mechtchaninov reste directeur jusqu'à ce que cette organisation soit à son tour dissoute en 1937. 
Le 11 février 1937, l'institut est restructuré avec des sections remplacées par plusieurs départements ou cabinets :
- Europe et Caucase, dirigé par Dmitri Zelenine ;
- Sibérie et Asie centrale occidentale, dirigé par Y.P. Kochkine ;
- Asie de l'Est et du Sud, dirigé par Nikolaï Küner ;
- Afrique, Amérique, Australie et Océanie, dirigé par Isaak Vinnikov ;
- Archéologie, dirigé par P.P. Efimenko ;
- Folklore, dirigé par Mark Azadovsky ;
- Histoire de la religion, dirigé par Youri Frantsev.

Le Musée d'anthropologie, d'archéologie et d'ethnographie est créé comme partie distincte de l'institut sous la direction de Dmitri Alexeïevitch Olderogge. Il est composé de différents départements :
- Europe, Caucase et Asie centrale occidentale, dirigé par Nikolaï Kisliakov ;
- Sibérie, dirigé par V.N. Tchernetsov ;
- Inde, Indonésie et Extrême-Orient, dirigé par Nikolaï Küner ;
- Australie et Océanie, dirigé par Isaak Vinnikov ;
- Amérique du Nord, Centrale et du Sud, dirigé par S.A. Sternberg ;
- Afrique, dirigé par Dmitri Olderogge ;
- Archéologie, dirigé par S.N. Zamiatnine ;
- Anthropologie physique, dirigé par B.N. Vichnevski.

Le 5 août 1937, l'Institut d'anthropologie, d'archéologie et d'ethnographie est rebaptisé Institut d'anthropologie et d'ethnographie.
En 1966, Ioulian Bromley est nommé directeur de l'institut et conserve ce poste jusqu'en 1989. Il a eu un impact majeur sur l'anthropologie soviétique. Valeri Tichkov lui a succédé.

## Directeurs
- Nikolaï Matorine (1933)
- Ivan Mechtchaninov (1934-1937)
- Vassili Struve (1937-1940)
- Isaak Vinnikov (1940-1941)
- Saoul Abramsohn (1941-1942)
- Sergueï Tolstov (1942-1965)
- Ioulian Bromley (1966-1989)
- Valeri Tichkov (1989-2015)
- Marina Martynova (2015-2018)
- Roman Startchenko (2019, par intérim)
- Dmitri Funck (depuis 2019)